# Ammophila sabulosa
Espèce
Ammophila sabulosa, l'ammophile des sables, est une espèce d'insectes hyménoptères de la famille des Sphecidae. Cette espèce se rencontre dans toute l'Europe, en Asie du Nord, en Asie centrale et en Afrique du Nord. Cette guêpe fouisseuse est très présente en France.

## Taxonomie
Cette espèce comprend quatre sous-espèces : 	
- Ammophila sabulosa sabulosa (Linnaeus, 1758)
- Ammophila sabulosa solowiyofkae (Matsumura, 1911)
- Ammophila sabulosa touareg (Ed. André, 1886)
- Ammophila sabulosa vagabunda (F. Smith, 1856)

## Description
Grand insecte effilé long de 15 à 25 mm à tête et thorax noirs, dont le pétiole très mince est formé de 2 segments longs et fins noirs suivis par des segments  abdominaux brun roux, les derniers étant noirs. Seule espèce du genre à posséder des pattes noires.

## Biologie

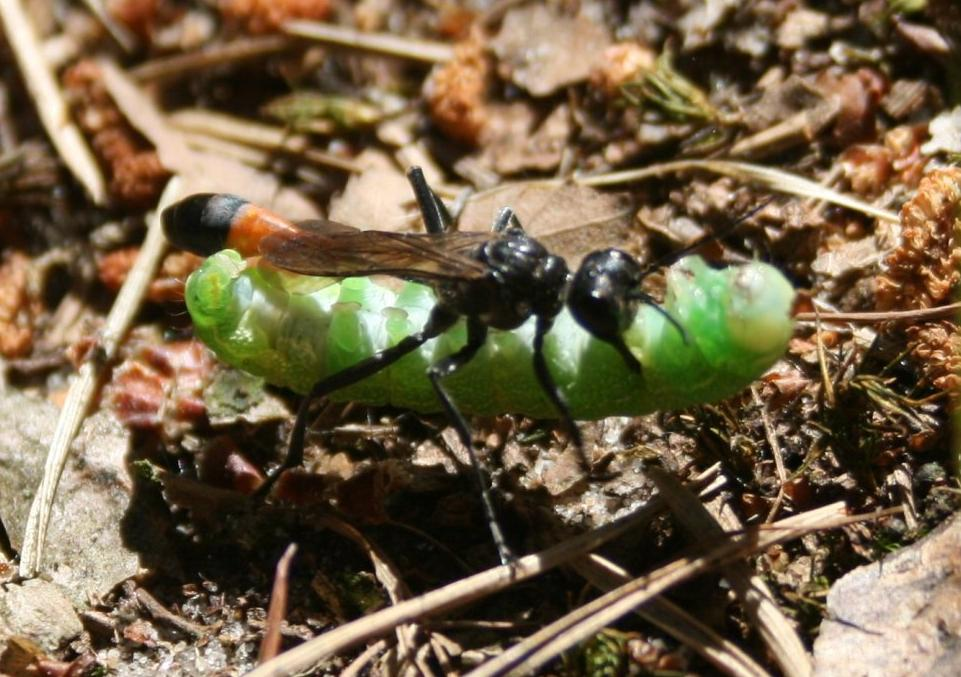
Adulte transportant une chenille

Les adultes volent de mai à septembre. La femelle creuse un terrier dans les endroits sablonneux où elle accumule des chenilles non poilues, paralysées par le venin préalablement injecté, les plus grosses sont traînées sur le sol, les autres sont transportées en vol. Elles serviront de nourriture fraîche pour les larves.
La chenille est prise avec les mandibules et portée au nid sur plusieurs mètres à pied. Le nid, dans lequel une seule cellule est disponible, atteint une profondeur de 5 à 20 centimètres. Une fois la proie déposée et la ponte effectuée, le nid est obturé par un gravier ou quelque chose de similaire, puis recouvert de sable. Parfois, le nid est envahi par des congénères et la proie est volée. Une femelle peut créer jusqu'à 10 nids dans un rayon d'environ 150 mètres.